# 승탑

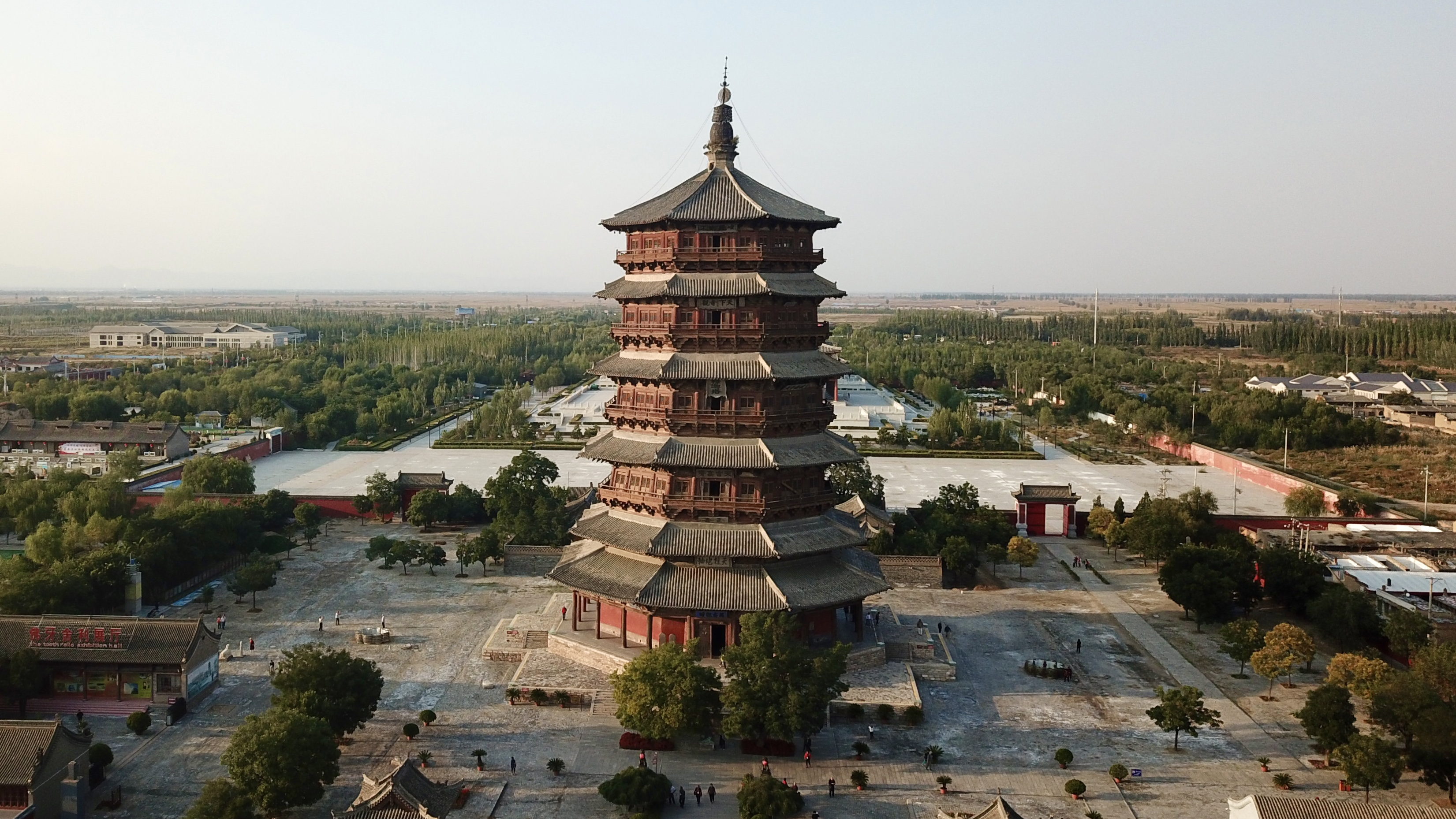

승탑(僧塔) 또는 부도(浮屠/浮圖)는 불교에서 승려의 사리를 안치한 탑이다. 부도의 어원은 부처(Buddha)이며, 따라서 부처 그 자체를 일컫기도 한다. 전국의 많은 절에서 찾아볼 수 있다. 묘탑, 사리묘탑이라고도 한다.

## 한국의 승탑
승탑 건립의 시초는 《삼국유사》의 기록에 따르면 원광법사의 승탑(627~649년 추정)으로 볼 수 있으나, 이는 현전(現傳)하지 않는다. 현전하는 최고(最古)의 승탑은 진전사지 도의선사 부도로 추정된다.
9세기 당나라에서 선종이 들어온 후 크게 유행하였다. 이는 구산문이 각각의 종파(宗派)를 이루었고, 각 선문의 제자들이 그들의 조사(祖師)가 입적한 뒤에는 후세에 보존될 조형적인 장골처(藏骨處)를 남기려 한 데서 비롯한 것이다.

### 신라 시대의 승탑
신라의 부도는 그 기본형식이 팔각당식(八角堂式)이며 그 밖에 오직 한 가지 예로 석종형 부도가 남아 있다. 형식면에 있어서는 당대(唐代)의 사리탑에서 출발하고 있으나 세부에서 변형을 가해 신라식 부도를 완성한 것으로 보인다. 형식의 변천을 명확히 고증하기는 힘들며 대체로 시대가 내려갈수록 기단부(基壇部)의 크기가 커지고 장식이 번잡해지는 경향이 보인다. 팔각당식 부도의 구조는 밑으로부터 방형지대석(方形地臺石)－팔각하대석(八角下臺石)－팔각간석(八角竿石) 또는 중대석(中臺石)－팔각상대석(八角上臺石)－팔각탑신받침(八角塔身받침)=좌석(座石)－팔각탑신석(八角塔身石)－팔각옥개석(八角屋蓋石)－상륜부(相輪部)의 순서로 구성되는데 상대석에는 보통 복련(伏蓮)을 돌리지만 하대석이나 하대석 위에 얹는 간석받침 주위에는 ①사자(獅子)를 새긴 것, ②연문(蓮文)을 새긴 것, ③운문(雲文) 또는 운룡문(雲龍文)을 새긴 것 등으로 나뉘며 두 가지 이상을 혼용하는 경우도 있다.

### 고려 시대의 승탑
고려시대의 부도는 신라식의 팔각당형(八角堂形)과 특수형(特殊形)의 두 가지로 대별된다. 팔각당식의 부도는 신라 말기의 부도처럼 비율로 보아 대석부(臺石部)가 큰 것이 주류를 이루며 특수형으로는 석종형(石鍾形)·석등형(石燈形)·골호형(骨壺形)·석탑형(石塔形)·사각당형(四角堂形)의 여러 가지로 구분된다.

#### 팔각당식 승탑
팔당각식 승탑은 신라 후기의 양식을 전수한 고려 초의 부도로서 경기도 양평에서 발견하여 현재 이화여자대학교가 소장한 부도(930년) 1기와 연곡사의 동·북 두 승탑이 있으며, 복고 형식으로 주목되는 원주 거돈사지 원공국사탑, 그리고 우수한 운룡문(雲龍文)의 부조로서 알려진 고달사지 승탑 등이 팔각당식의 대표적인 부도로 남겨져 있다.